# Rutger Keijser

Wapen Keijzer

Rutger Keijser  (Zwolle, 1665 – zeer waarschijnlijk na 1707), was verwalter-drost en burgemeester van Groenlo, lid van de Staten van Gelre en Zutphen, verwalter-drost en richter van de heerlijkheid Bredevoort en gedeputeerde van het graafschap Zutphen.

## Levensloop
Rutger werd op 12 maart 1665 gedoopt in Zwolle. Hij was op 9 februari 1690 te Ruurlo getrouwd met Agneta Klerck. Toestemming voor dit huwelijk is 18 januari 1690 verkregen te Zwolle. Zij kregen acht kinderen. In 1685 belegerde Keijser de havezate Waliën twee maanden lang om de broers De Beijer op te pakken. Op last van stadhouder-koning Willem III werden deze op borgtocht vrijgelaten. Achteraf bleek dat Keijser een persoonlijke vete had met deze broers, daarom werd hij geschorst.
Op 6 februari 1692 werd Rutger benoemd tot verwalter-drost van Bredevoort. Als tegenprestatie had hij 2000 gulden uitgeleend aan drost Christiaan Karel van Lintelo. Die lening was niet opzegbaar zolang Keijser verwalter-drost was. Keijser zorgde ervoor dat hij er financieel niet slechter van werd. Zo gaf hij de tappers in Winterswijk voor 100 gulden toestemming om in dat jaar op zondag te tappen, waarbij ze de zondagsrust negeerden. Hij misbruikte zijn positie ook om inwoners bedragen af te persen om te voorkomen dat ze gevangen werden gezet. Om die reden werd hij in 1696 uit zijn functie ontheven. 
Zijn vrouw Agneta Klerck overleed op 9 februari 1704 in Bredevoort. Hij hertrouwde 1707 in Groenlo met Louijsa Elisabeth van Meinderts. Bij zijn hertrouwen was hij burgemeester van Groenlo.